# Don't Mess Up My Tempo
Albums de EXO
Countdown
(2018) EXO PLANET #4 - The EℓyXiOn dot
(2019)
Singles
1. Tempo
Sortie : 2 novembre 2018
2. Love Shot
Sortie : 13 décembre 2018

Don't Mess Up My Tempo est le cinquième album studio du boys band sud-coréano-chinois EXO. Il est sorti le 2 novembre 2018 sous SM Entertainment et distribué par IRIVER. Cet album marquera également le retour de Lay au côté du groupe depuis leur mini-album For Life (2016) car celui-ci était occupé par ses activités en Chine et a donc dû être absent pour la production des albums The War, Universe (mini-album) et Countdown (pour les chansons inédites). Pour cet opus, il a participé à l’enregistrement de la version chinoise du titre principal "Tempo" et au tournage des clips-vidéos de la chanson. Une réédition est sorti le 13 décembre sous le titre Love Shot avec l'absence de Lay dans les nouvelles chansons.

## Contexte et sortie
Le 9 juillet 2018, le compte Twitter du groupe fête sa première année depuis sa création, et dans leur tweet on y retrouve un hashtag sur lequel on peut lire : "EXO bientôt de retour" ( EXO_coming_soon) ce qui a immédiatement fait grandir l’impatience des fans.
Le 1er octobre, les comptes officiels du groupe sur les réseaux sociaux, publient les premiers teasers concernant le futur comeback du groupe. Le 4 octobre, SM Entertainment annonce qu'EXO fera son grand retour le 2 novembre avec un nouvel album "Don’t Mess Up My Tempo" accompagné des clip-vidéos du single principal "Tempo", met en ligne de nouvelles photos teasers et rend disponible en pré-commande l'album sur les deux sites musicaux coréens mais également sur divers sites américains tels qu'Amazon et DeepDiscount pour la première fois. Le compte Twitter officiel  d’EXO a lancé un nouvel émoticône spécial en l’honneur de son prochain retour. Celui-ci a été mise en ligne le 28 octobre avec cinq hashtags différents (dont quatre des cinq hashtags ont été en tendance mondiale).
Le 19 octobre, il a été révélé que le groupe organiserait un showcase pour l'album le jour même de la sortie de l'album sur la place du Paradise City à Incheon qui sera retransmis en direct sur V Live.
Le 21 octobre, un court-métrage de 30 secondes intitulé "Tempo Concept" a été mise en ligne sur YouTube, les représentant comme un gang de motards accompagné d'un extrait audio en exclusivité du single "Tempo", que Billboard décrit comme "commençant par une mélodie dramatique de synthé, un rythme pulsé et la phrase « I can't believe »". Leur comptes sur les réseaux sociaux ont mis à jour leurs avatars en icônes de cube rouge et ont révélé une affiche avec une légende indiquant : "Les motards épris de vitesse entrent dans le fragment de temps figé lorsqu'ils se connectent au cube rouge. Résoudre le casse-tête est le seul moyen à tous de s'échapper. Toutefois, les motards ne peuvent résister à la tentation et rentrer dans le cube". Les teasers individuels de chaque membre ont débuté avec D.O. le 22 octobre et se sont conclus par Sehun le 30 octobre. De plus amples détails sur l'album ont également été révélés le 23 octobre, avec le design et le contenu (affiches, cartes photo et cartes postales) des trois versions publiées. Une quatrième version est sortie le 24 décembre dont une partie des recettes ont été versées à la campagne "Smile for U". 
Le 3 décembre, le site officiel du groupe a dressé un tout nouveau logo, annonçant ainsi la traditionnelle sortie d'une réédition. Le même jour, deux photos teasers sont sortis et il a été révélé que l'album s'intitulerait Love Shot dont la sortie est prévue pour le 13 décembre prochain avec la sortie en simultané des clip-vidéos de la chanson du même nom. SM Entertainment a également dévoilé que cet opus se déclinera alors en deux versions distinctes et a révélé ce à quoi ressembleraient ces deux versions, détaillant également ce que l’on retrouverait à l’intérieur. Ensuite, le 5 décembre, est sorti un premier teaser pour la chanson titre de l'album "Love Shot". Le lendemain, il a été révélé que cette réédition inclurait quatre nouvelles chansons : la version coréenne et chinoise de "Love Shot" (dont Chen et Chanyeol ont participé à l'écriture des paroles pour la version coréenne), "트라우마 (Trauma)" et "Wait",. S'ensuit ensuite, les séries de photos teasers individuelles des membres commençant par Kai et Sehun le 7 décembre et s'achevant par D.O. et Suho le 10 décembre,. Puis, il y a également les photos teasers du groupe qui sont sortis avec en plus la sortie d'un second teaser pour le clip musical,,.

## Chansons
"Sign" est un morceau électro-pop avec une basse intense et un groove "bombastique" avec des paroles exprimant le doute grandissant d'un homme à cause de mensonges racontés par la femme qu'il aime. "닿은 순간 (Ooh La La La)" est une chanson pop latino combinant une basse lourde (808) et une atmosphère "exotique" soulignée par la guitare flamenca. Les paroles de la chanson évoquent un amour imaginé lorsque deux personnes établissent accidentellement un contact visuel.  
"Gravity" est un morceau d'électro-pop au son rétro et au rythme funky. Les paroles ont été écrites par Chanyeol et décrivent le désir de capter l'attention d'une fille avec gravité et charme. Celui-ci a déclaré : “J'ai participé à l'écriture de la chanson avec l'idée en tête selon laquelle je devais faire de mon mieux. J’ai beaucoup réfléchi à la manière d’incorporer la superpuissance de D.O.. J'ai travaillé avec LDN Noise, que j'aime personnellement et avec lequel j'ai travaillé plusieurs fois, ce qui m'a permis d'écrire plus facilement et aisément les paroles.”. "가끔 (With You)" est décrit comme une piste R&B et pop avec un synthétiseur "brillant" et des éléments électro-trap. Le membre Chanyeol a participé à l'écriture et à la composition de la chanson. Les paroles parlent de l'amour grandissant pour quelqu'un quand celui-ci passe plus de temps avec elle. Pour l'écriture de la chanson, Chanyeol a déclaré : “J'ai beaucoup pensé à nos fans en écrivant les paroles, elles décrivent comment les gens deviennent plus semblables aux gens qu'ils aiment. Je découvre souvent comment les autres membres et moi-même devenons de plus en plus similaires au cours des nombreuses années passées ensemble. Je me suis inspiré de ces expériences dans les paroles.”. "24/7" est une chanson à mid-tempo avec un son moderne et des phrases accrocheuses mémorables. Kenzie a participé à l'écriture des paroles qui expriment des émotions complexes après que l’on ait prononcé des "mots froids" à son amoureux. "후폭풍 (Bad Dream)" est décrit comme une chanson R&B à up-tempo dont les paroles décrivent une personne qui pense à son seul amoureux la nuit, avec des comparaisons sur une tempête. "Damage" est une chanson hip-hop et de dance rythmée par le reggae et la lourde basse, avec ses paroles qui expriment la réaction "froide" de son amant après l'avoir blessé et lui rendant la douleur ressentie comme un "éclair soudain". "여기 있을게 (Smile On My Face)" est une ballade R&B avec des mélodies douces et de simples grooves mais "sophistiqués", avec des paroles sur la guérison de sa douleur après une rupture, souriant et "laissant ainsi leur amour s'en aller". "오아시스 (Oasis)" est une chanson pop elliptique alliant piano staccato et cordes, basse lourde (808) et grande harmonie.
"트라우마 (Trauma)" est décrite comme une chanson dance-pop entraînante avec des paroles exprimant l'intention de surmonter un chagrin d'amour et par la suite de construire un avenir meilleur. "Wait" est une ballade R&B avec une mélodie de guitare acoustique qui s'harmonise avec la voix des membres.

## Promotion
Le 1er novembre, les membres d'EXO ont tenu une conférence de presse au cours de laquelle ils ont donné une session de pré-écoute de l'album, ont parlé de leur retour, de la création de l'album, de la pré-vente dépassant les 1,1 million. Le lendemain, EXO a commencé à promouvoir le single "Tempo" et "닿은 순간 (Ooh La La La)" dans les émissions musicales sud-coréennes; et le soir même, ils ont tenu un showcase où ils ont à nouveau interprété "Tempo" et "닿은 순간 (Ooh La La La)", mais aussi "24/7" et "여기 있을게 (Smile On My Face)". Le 10 novembre, EXO a tenu un fansign au SMTOWN COEX Artium, et a réitéré l'événement le 16 novembre, cette fois-ci à l'hôtel GLAD de Gangnam. Le 18 novembre, le groupe a organisé son troisième fansign au White Hall Art Theater avec seulement 50 fans. Sehun n'a pas pu assister à l'événement.
En ce qui concerne la promotion de "Love Shot", ils ont fait la promotion de la chanson titre pendant trois jours, à savoir du 14 au 16 décembre. Le 15 décembre, le groupe a tenu un fansign à Seocho au White Wave Art Center. Le 20 décembre, EXO a tenu un événement appelé "0xFESTA", organisé par SK Telecom, où ils ont interprété "Tempo", "24/7", "Love Shot" et "Wait". Le lendemain, le groupe a tenu son deuxième fansign, cette fois-ci à Samseong-dong, au SMTOWN Giftshop, D.O. n'a pu être présent ce jour-là. ne s'est pas présenté. Les fans qui ont acheté l'album du 17 au 19 décembre ont pu y assister, avec un total de 80 fans par membre.

## Accueil

### Succès commercial
Le 31 octobre, il a été révélé que l'album a dépassé les 1,1 million de pré-commandes, soit 1 104 617 pour être exact au 30 octobre. Ce nombre correspond aux pré-commandes effectuées par les grossistes et les détaillants. Ceci constitue un record personnel en matière de pré-commandes, surpassant leur record personnel de 807 235 pré-commandes établi par leur quatrième album studio The War. Avant la sortie de leur nouvel album, les journalistes avaient prédit que le groupe dépasserait le cap du million d'exemplaires,.
Suho s'est exprimé à ce sujet en déclarant : “Merci beaucoup pour ce record. Je pense que tout cela est dû à l’amour des EXO-L pour notre album. Les membres d'EXO ont fait de leur mieux pour chanter et interpréter les titres de cet album. S'il vous plaît attendez-le avec impatience.”
Baekhyun a ajouté :  “Merci d'aimer notre groupe depuis nos débuts. Nous avons tout mis en œuvre pour montrer toutes nos compétences sur scène et, grâce à cela, nous avons été en mesure de créer de grands records de façon continue. Je pense que les EXO-L ont trouvé le plaisir de battre des records depuis qu'ils sont avec nous depuis longtemps. Bien sûr, nous travaillons très dur, mais les résultats ne sont pas seulement établis avec nos efforts. Les EXO-L sont les meilleurs.”.
Le 3 novembre, il a été révélé que l'album a pris la première place du Top Albums Charts d'iTunes dans 46 pays différents tels que : l’Arabie Saoudite, l’Azerbaïdjan, le Bahreïn, le Cambodge, la Norvège, la Lettonie, les Fidji, l’Île Maurice, la Mongolie, l’Oman, le Qatar, la Roumanie ou encore la Trinité-et-Tobago.
Le 12 novembre, l'agence a annoncé que le cinquième album du groupe s’est vendu à 1 179 997 exemplaires en date du 11 novembre. EXO a réussi à vendre plus d'1,1 million d'exemplaires en seulement dix jours, ce qui leur a valu le titre de « Quintuple Million Sellers » pour avoir vendu tous ses albums studios à plus d'un million d'exemplaires;devenant ainsi les premiers artistes coréens à atteindre le seuil des 10 millions de ventes depuis 2000,.
Le 14 décembre, il a été révélé que l'album Love Shot a pris la première place du Top Albums Charts d'iTunes dans 60 pays différents depuis sa sortie. Parmi ces 60 pays, on retrouve la France, l’Italie, les États-Unis, le Canada, la Suède, la Grèce, l’Autriche, la Finlande, la Norvège, le Luxembourg, le Mexique, le Brésil, l’Égypte, les Émirats arabes unis, le Cameroun, l’Arabie Saoudite, l’Inde, les Maldives, l’Indonésie, la Russie, Singapour, Taïwan, la Malaisie, la Thaïlande, Hong Kong, les Philippines, la Hongrie, le Vietnam, la Lettonie, la Roumanie, l’Argentine, la Bolivie, le Chili, la Colombie, l’Équateur, le Pérou, le Brunei, le Cambodge, le Bangladesh, le Guatemala, la Côte d’Ivoire, le Myanmar, la Palestine, la Libye, le Liechtenstein, le Bahreïn, l’Éthiopie, le Niger, le Kazakhstan, le Nicaragua, l’île Maurice, l’Oman, Belize, la Mongolie, le Qatar, la Turquie, l’Ukraine, la Biélorussie, le Liban, ainsi que les Pays-Bas.

### Réseaux sociaux
Il a été révélé qu'EXO a rencontré deux autres succès impressionnants en devenant le premier artiste coréen à disposer de son propre filtre Instagram officiel et en établissant un record avec leur showcase. En effet, l'événement a dépassé les 6 millions de visionnements et a rassemblé plus de 1,9 milliard de cœurs. Il s'agit du nombre de cœurs le plus élevé enregistré sur une émission de V Live. En ce qui concerne le filtre Instagram, une source d’Instagram a expliqué: « Nous avons incorporé l'unicité d’EXO, qui occupe son nouvel album, dans le filtre de caméra "Tempo", ce qui en augmente la valeur. Lorsque vous utilisez le filtre de la caméra, le refrain de "Tempo" est joué en arrière-plan. ».

## Liste des titres
| Don't Mess Up My Tempo | Don't Mess Up My Tempo         | Don't Mess Up My Tempo                                     | Don't Mess Up My Tempo                                                                               | Don't Mess Up My Tempo | Don't Mess Up My Tempo | Don't Mess Up My Tempo | Don't Mess Up My Tempo | Don't Mess Up My Tempo | Don't Mess Up My Tempo |
| No                     | Titre                          | Auteur                                                     | Producteur(s)                                                                                        | Durée                  |                        |                        |                        |                        |                        |
| ---------------------- | ------------------------------ | ---------------------------------------------------------- | --- | ---------------------- | ---------------------- | ---------------------- | ---------------------- | ---------------------- | ---------------------- |
| 1.                     | Tempo                          | JQ, PENOMECO, Yoo Young-jin                                | Jamil "Digi" Chammas, Leven Kali, Tay Jasper, Adrian McKinnon, MZMC                                  | 03:44                  |                        |                        |                        |                        |                        |
| 2.                     | Sign                           | JQ, Mola (makeumine works), Park Yoo-rim (makeumine works) | Harvey Mason, Jr., Kevin Randolph, Patrick "J. Que" Smith, Dewain Whitmore, Britt Burton, Andrew Hey | 03:13                  |                        |                        |                        |                        |                        |
| 3.                     | 닿은 순간 (Ooh La La La)       | Hwang Yoo-bin                                              | Jamil "Digi" Chammas, Andrew Bazzi, Justin Lucas, Anthony Pavel, MZMC                                | 03:07                  |                        |                        |                        |                        |                        |
| 4.                     | Gravity                        | Chanyeol, Kim Min-jung                                     | LDN Noise, Deez, Adrian McKinnon                                                                     | 03:54                  |                        |                        |                        |                        |                        |
| 5.                     | 가끔 (With You)                | Chanyeol, Kim Min-ji                                       | Chanyeol, Sons Of Sonix                                                                              | 03:08                  |                        |                        |                        |                        |                        |
| 6.                     | 24/7                           | Kenzie                                                     | Harvey Mason, Jr., The Wavys, The Wildcardz, Aaron Berton, Andrew Hey                                | 04:03                  |                        |                        |                        |                        |                        |
| 7.                     | 후폭풍 (Bad Dream)             | Seo Ji-eum                                                 | Mike Daley, Mitchell Owens, Bianca "Blush" Atterberry, Deez                                          | 03:56                  |                        |                        |                        |                        |                        |
| 8.                     | Damage                         | Shin Jin-hee                                               | LDN Noise, Deez, Adrian McKinnon                                                                     | 03:29                  |                        |                        |                        |                        |                        |
| 9.                     | 여기 있을게 (Smile On My Face) | JQ, Park Ji-hee                                            | Brian Kennedy, Iain James, Samuel Jensen                                                             | 03:38                  |                        |                        |                        |                        |                        |
| 10.                    | 오아시스 (Oasis)               | Jo Yoon-kyung                                              | Kevin White, Michael Woods, Andrew Bazzi, MZMC                                                       | 03:14                  |                        |                        |                        |                        |                        |
| 11.                    | 節奏 (Tempo)                   | Arys Chien                                                 | Jamil "Digi" Chammas, Leven Kali, Tay Jasper, Adrian McKinnon, MZMC                                  | 03:44                  |                        |                        |                        |                        |                        |
| 39:10                  |                                |                                                            | |                        |                        |                        |                        |                        |                        |

| Love Shot | Love Shot                      | Love Shot                                                  | Love Shot                                                                                            | Love Shot | Love Shot | Love Shot | Love Shot | Love Shot | Love Shot |
| No        | Titre                          | Auteur                                                     | Producteur(s)                                                                                        | Durée     |           |           |           |           |           |
| --------- | ------------------------------ | ---------------------------------------------------------- | --- | --------- | --------- | --------- | --------- | --------- | --------- |
| 1.        | Love Shot                      | Jo Yoon-kyung, Chen, Chanyeol                              | Mike Woods, Kevin White, Andrew Bazzi, Anthony Russo, MZMC                                           | 03:20     |           |           |           |           |           |
| 2.        | Tempo                          | JQ, PENOMECO, Yoo Young-jin                                | Jamil "Digi" Chammas, Leven Kali, Tay Jasper, Adrian McKinnon, MZMC                                  | 03:44     |           |           |           |           |           |
| 3.        | 트라우마 (Trauma)              | Jo Yoon-kyung                                              | Keynon Moore, Cedric "Dabenchwarma" Smith, Ryan S. Jhun, Danny Jones                                 | 03:42     |           |           |           |           |           |
| 4.        | Wait                           | Seo Ji-eum                                                 | Andreas Öberg, Jimmy Burney                                                                          | 04:08     |           |           |           |           |           |
| 5.        | Sign                           | JQ, Mola (makeumine works), Park Yoo-rim (makeumine works) | Harvey Mason, Jr., Kevin Randolph, Patrick "J. Que" Smith, Dewain Whitmore, Britt Burton, Andrew Hey | 03:13     |           |           |           |           |           |
| 6.        | 닿은 순간 (Ooh La La La)       | Hwang Yoo-bin                                              | Jamil "Digi" Chammas, Andrew Bazzi, Justin Lucas, Anthony Pavel, MZMC                                | 03:07     |           |           |           |           |           |
| 7.        | Gravity                        | Chanyeol, Kim Min-jung                                     | LDN Noise, Deez, Adrian McKinnon                                                                     | 03:54     |           |           |           |           |           |
| 8.        | 가끔 (With You)                | Chanyeol, Kim Min-ji                                       | Chanyeol, Sons Of Sonix                                                                              | 03:08     |           |           |           |           |           |
| 9.        | 24/7                           | Kenzie                                                     | Harvey Mason, Jr., The Wavys, The Wildcardz, Aaron Berton, Andrew Hey                                | 04:03     |           |           |           |           |           |
| 10.       | 후폭풍 (Bad Dream)             | Seo Ji-eum                                                 | Mike Daley, Mitchell Owens, Bianca "Blush" Atterberry, Deez                                          | 03:56     |           |           |           |           |           |
| 11.       | Damage                         | Shin Jin-hee                                               | LDN Noise, Deez, Adrian McKinnon                                                                     | 03:29     |           |           |           |           |           |
| 12.       | 여기 있을게 (Smile On My Face) | JQ, Park Ji-hee                                            | Brian Kennedy, Iain James, Samuel Jensen                                                             | 03:38     |           |           |           |           |           |
| 13.       | 오아시스 (Oasis)               | Jo Yoon-kyung                                              | Kevin White, Michael Woods, Andrew Bazzi, MZMC                                                       | 03:14     |           |           |           |           |           |
| 14.       | 宣告 (Love Shot)               | Lu Yi Qiu                                                  | Mike Woods, Kevin White, Andrew Bazzi, Anthony Russo, MZMC                                           | 03:20     |           |           |           |           |           |
| 15.       | 節奏 (Tempo)                   | Arys Chien                                                 | Jamil "Digi" Chammas, Leven Kali, Tay Jasper, Adrian McKinnon, MZMC                                  | 03:44     |           |           |           |           |           |
| 53:40     |                                |                                                            | |           |           |           |           |           |           |

## Classements

### Classements hebdomadaires
| South Korea (Gaon)                       | 1   | 1  |
| UK Digital Albums (OCC)                  | 19  | -  |
| UK Independent Albums (OCC)              | 24  | -  |
| French Albums (SNEP)                     | 191 | -  |
| French Digital Albums (SNEP),            | 18  | 30 |
| Australian Albums (ARIA Charts)          | 67  | -  |
| Japan Hot Albums (Billboard Japan),      | 5   | 13 |
| Japan Download Albums (Billboard Japan), | 2   | 5  |
| Japan Albums (Oricon)                    | 3   | 3  |
| Chinese Albums (YinYueTai)               | 1   | -  |
| Dutch Albums (MegaCharts)                | 90  | -  |
| Belgian Albums (Ultratop Flanders)       | 84  | -  |
| Belgian Albums (Ultratop Wallonia)       | 158 | -  |
| Lithuanian Albums (AGATA)                | 19  | -  |
| Canadian Albums Chart (Billboard)        | 74  | -  |
| US Billboard 200                         | 23  | -  |
| US Independant Albums (Billboard)        | 1   | 45 |
| US World Albums (Billboard)              | 1   | 8  |

#### Classements mensuels
| South Korean Albums (Gaon), | 1 | 1 |

#### Classements annuels
| 2018                              |    |
| South Korean Albums (Gaon)        | 3  |
| Chinese Albums (YinYueTai)        | 1  |
| US World Albums (Billboard)       | 8  |
| 2019                              |    |
| US Independant Albums (Billboard) | 45 |
| US World Albums (Billboard)       | 11 |

## Ventes
| Pays               | Ventes    | Ventes    | Total     |
| Pays               | DMUMT     | Love Shot | Total     |
| ------------------ | --------- | --------- | --------- |
| South Korea (Gaon) | 1 452 030 | 513 512   | 1 965 542 |
| China              | 646 116   | 723 671   | 1 369 787 |
| Japan (Oricon)     | 64 613    | -         | 64 613    |
| US (Billboard)     | 50 000    | -         | 50 000    |

## Certifications
| Albums                 | Pays               | Certification  | Unités certifiés / Ventes |
| ---------------------- | ------------------ | -------------- | ------------------------- |
| Don't Mess Up My Tempo | South Korea (Gaon) | Diamant        | 1 000 000                 |
| Love Shot              | South Korea (Gaon) | Double Platine | 500 000                   |

## Prix et nominations
| Année | Prix                    | Travail nommé          | Titre                                      | Résultat   |
| ----- | ----------------------- | ---------------------- | ------------------------------------------ | ---------- |
| 2019  | Golden Disk Awards      | Don't Mess Up My Tempo | Disk Bonsang                               | Lauréat    |
| 2019  | Golden Disk Awards      | Don't Mess Up My Tempo | Disk Daesang                               | Nomination |
| 2019  | Mnet Asian Music Awards | Tempo                  | Best Dance Performance Male Group          | Nomination |
| 2019  | Mnet Asian Music Awards | Tempo                  | Song of the Year                           | Nomination |
| 2019  | Mnet Asian Music Awards | Don't Mess Up My Tempo | Album of the Year                          | Nomination |
| 2019  | Gaon Chart K-Pop Awards | Don't Mess Up My Tempo | Artist of the Year (Album) - 4th Quarter   | Lauréat    |
| 2019  | Gaon Chart K-Pop Awards | Love Shot              | Artist of the Year (Album) - 4th Quarter   | Nomination |
| 2019  | Gaon Chart K-Pop Awards | Tempo                  | Song of the Year (Digital) - November      | Nomination |
| 2020  | Gaon Chart K-Pop Awards | Love Shot              | Song of the Year (Digital) - December 2018 | Nomination |

### Programmes de classements musicaux
| Chanson     | Programme              | Date             |
| ----------- | ---------------------- | ---------------- |
| "Tempo"     | Music Bank (KBS)       | 9 novembre 2018  |
| "Tempo"     | Music Bank (KBS)       | 16 novembre 2018 |
| "Tempo"     | Music Bank (KBS)       | 4 janvier 2019   |
| "Love Shot" | Music Bank (KBS)       | 21 décembre 2018 |
| "Love Shot" | Music Bank (KBS)       | 28 décembre 2018 |
| "Love Shot" | Show! Music Core (MBC) | 22 décembre 2018 |

## Historique de sortie
| Édition                | Pays         | Date             | Format                   | Label                    |
| ---------------------- | ------------ | ---------------- | ------------------------ | ------------------------ |
| Don't Mess Up My Tempo | Corée du Sud | 2 novembre 2018  | CD, Téléchargement légal | SM Entertainment, IRIVER |
| Don't Mess Up My Tempo | Monde entier | 2 novembre 2018  | Téléchargement légal     | SM Entertainment         |
| Love Shot              | Corée du Sud | 13 décembre 2018 | CD, Téléchargement légal | SM Entertainment, IRIVER |
| Love Shot              | Monde entier | 13 décembre 2018 | Téléchargement légal     | SM Entertainment         |